# Вульфзен
Вульфзен (нім. Wulfsen) — громада в Німеччині, розташована в землі Нижня Саксонія. Входить до складу району Гарбург. Складова частина об'єднання громад Зальцгаузен.
Площа — 8,42 км2. Населення становить 1715 ос. (станом на 31 грудня 2021).

## Галерея

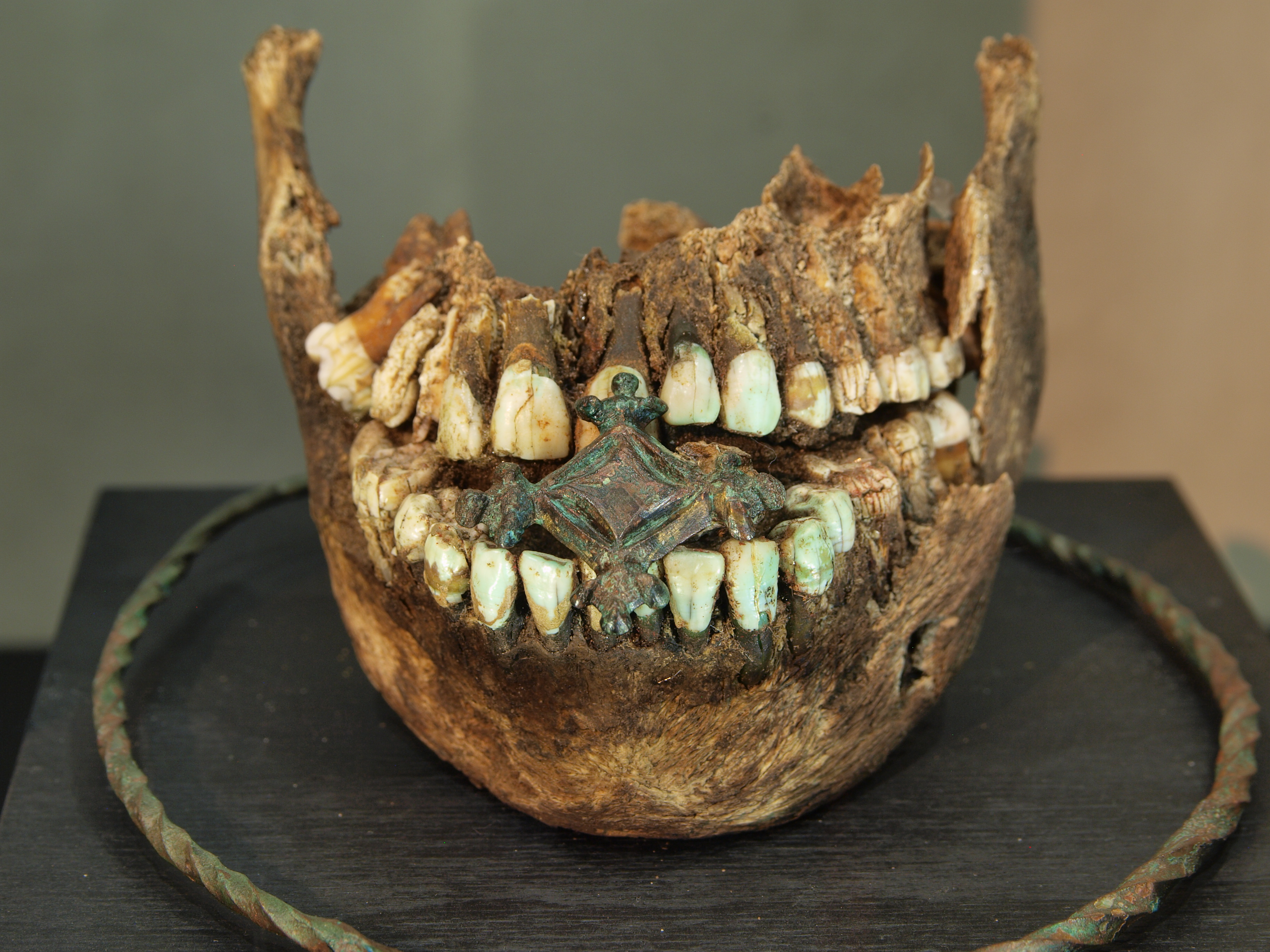